# František Vaclík
František Vaclík (25. prosince 1942 Sedlo – 11. srpna 2010) byl český amatérský astronom.

## Život
Pracoval v Českých Budějovicích u České pošty, ve volném čase se v Borovanech věnoval astronomii, kromě toho se věnoval průzkumu jihočeských nalezišť vltavínů. Od roku 2001 byl v důchodu..
V letech 1992 až 2009 byl předsedou jihočeské pobočky  České astronomické společnosti, jejímž byl čestným členem. V roce 1976 mu byla udělena  pamětní medaile Mikuláše Koperníka.
Věnoval se např.:
- pozorování novy HR Del, a to v roce 1968,[1]
- sledování cefeidy RU Camelopardalis, a to v letech 1969 až 1977,[3]

- výzkumu reakce fauny, konkrétně včely medonosné (Apis mellifera), na zatmění Slunce dne 11. srpna 1999.[4]